# Birchtown Bay
Birchtown Bay – zatoka (ang. bay) zatoki Shelburne Harbour w kanadyjskiej prowincji Nowa Szkocja, w hrabstwie Shelburne; nazwa urzędowo zatwierdzona 4 stycznia 1934 (potwierdzona 29 kwietnia 1941).